# Enrico Degli Incerti
Enrico Degli Incerti (San Martino in Rio, 24 febbraio 1909 – Rimini, 22 luglio 1938) è stato un aviatore e militare italiano, asso dell'Aviazione Legionaria durante la guerra civile spagnola, accreditato di 8 vittorie aeree individuali,  5 condivise, tre probabili e tre aerei danneggiati, decorato con la Medaglia d'oro al valor aeronautico e tre volte Medaglia d'argento al valor militare.

## Biografia
Nacque a San Martino in Rio, provincia di Reggio Emilia, il 24 febbraio 1909. Arruolatosi nella Regia Aeronautica come allievo pilota nel corso del 1931, l'anno successivo fu promosso sottotenente. Nel gennaio 1937 partì volontario per combattere nella guerra civile spagnola, con lo pseudonimo di "Valentino Tocci". Arrivò in Spagna a bordo del piroscafo Aniene, sbarcando a Siviglia il 1 gennaio 1937. Con l'arrivo in terra iberica di altri piloti e velivoli, fu costituito il I Gruppo Caccia di base Torrijos (Toledo), posto al comando del maggiore Tarcisio Fagnani, e il II Gruppo Caccia al comando del tenente colonnello Alberto Canaveri. Con il grado di tenente il 15 gennaio assunse il comando della 1ª Squadriglia del I Gruppo, equipaggiata con caccia Fiat C.R.32.  Il 7 febbraio eseguì la sua prima missione bellica senza incontrare il nemico, e il 13 dello stesso mese durante un duro combattimento contro alcuni caccia repubblicani Polikarpov I-16 riuscì a danneggiarne due, ma dovette lasciare il campo di battaglia, dopo un duro scontro con tre I-16, con l'aereo danneggiato.  Nel pomeriggio del giorno 16 colse la sua prima vittoria aerea abbattendo un Polikarpov I-15 su Arganda del Rey, cui seguì la seconda nella mattina del giorno 18 quando abbatte un I-16 nell'area di Jarama. In quello stesso giorno reclamò l'abbattimento di due I-15, che gli furono assegnati solo come probabili.
Nel corso dell'offensiva su Guadalajara, i C.R.32 della 1ª e 3ª si spostarono da Torrijos a Soria, dove erano già stati concentrati i bombardieri Savoia-Marchetti S.81 del Gruppo "Marelli" e alcuni ricognitori IMAM Ro.37bis.  Primo a raggiungere Soria il 14 marzo, a causa della pista dell'aeroporto resa fangosa ebbe un incidente in atterraggio in quanto l'aereo capottò, ma egli rimase illeso.  L'aereo fu successivamente recuperato.
La presenza degli aerei a Soria si rivelò inutile, e i caccia si trasferirono dapprima a Burgo de Osma-Ciudad de Osma,  e tre settimane dopo a Siviglia dove non rimasero a lungo in quanto raggiunsero poi Salamanca e infine il campo d'aviazione di Alfamén, nel settore Saragozza-Terual.  Qui gli aerei effettuarono missioni di scorta, anche tre al giorno, senza incontrare alcuna opposizione aerea.
Raggiunto Torrijos le squadriglie effettuarono missioni sul fronte Madrid-Toledo senza incontrare il nemico.
Nell'aprile 1937 le unità da caccia dell'Aviazione Legionaria furono riorganizzate e aumentate. Il I e il II Gruppi vennero sciolti, e sostituiti da due nuovi gruppi, ognuno su tre squadriglie, ed inoltre venne costituito un nuovo terzo gruppo, il VI. 
Il XXIII Gruppo Caccia Asso di Bastoni (23º Gruppo), posto al comando del maggiore Andrea Zotti includeva tre squadriglie, la 18ª Squadriglia, la 19ª Squadriglia di cui assunse il comando, e la 20ª Squadriglia.
Raggiunto il campo d'aviazione di Olmedo, dove era in corso un'offensiva repubblicana, nel mese seguente, il 1 luglio fu promosso capitano. Quando il 6 luglio iniziò l'offensiva delle forze repubblicane su Brunete, la difesa aerea del fronte centrale fu sostenuta solo dalle due squadriglie CR.32 presenti nella zona a Torrijos-Barcience, la 19ª e la 20ªª Squadriglia del XXIII Gruppo, cui si unì successivamente la 18ª  Squadriglia. Tre giorni dopo arrivò a Torrijos-Barcience da Avila il XVI Gruppo con le sue tre squadriglie, e il Grupo 2-G-3 dell'aviazione nazionalista al comando del capitano Joaquín García-Morato.
Il 6 luglio colse la sua terza vittoria abbattendo un caccia I-16  su Villanueva de la Cañada.  Il giorno dopo abbatte un I-16 nella zona di Brunete, danneggiandone un secondo.
Dopo l'inizio dell'offensiva repubblicana in Aragona, avvenuta il 24 agosto, il comando nazionalista decise di rafforzare subito la difesa aerea del fronte d'Aragona inviando a Saragozza-Sanjurio il XXIII Gruppo Caccia, seguito il giorno dopo dal XVI e dal Grupo 2-G-3 spagnolo.
Il 26 agosto durante un furioso combattimento riuscì ad abbattere un I-15 nella zona di Villamajor, ma il suo velivolo fu gravemente danneggiato da un attacco condotto da altri cinque I-15, tanto da dovere effettuare un atterraggio di emergenza abbandonando l'aereo appena prima che si incendiasse.  Trascorse dodici giorni in ospedale, e una volta dimesso raggiunse il suo reparto a Torrijos, trasferendosi qualche tempo dopo nel settore di Saragozza e poi, il 28 settembre,  trasferito ad Almaluez, nelle vicinanze di Belchite.
Il 12 ottobre la Fuerzas Aéreas de la República Española intervenne pesantemente per sostenere i battaglioni internazionali, appoggiati da carri armati, che tentavano di sfondare le linee nazionaliste a Fuentes de Ebro.
Durante quello stesso giorno il VI Gruppo subì pesanti perdite, e nella stessa mattinata il Comando dell'Aviazione Legionaria ordinò al XXIII Gruppo di trasferirsi a Sanjurio.  Durante il volo di trasferimento i 29 C.R.32 effettuarono una ricognizione sulla zona tra Villafranca de Ebro
e Fuentes de Ebro, ingaggiando combattimento contro una formazione di 4 bombardieri leggeri Polikarpov R-Z scortati da nove caccia monoplani I-16 in quota e 15 biplani I-15 sotto di loro.  Durante il successivo combattimento distrusse due I-16, conseguendo la sesta e settima vittoria accertate.
Il 15 dicembre lasciò il comando della 19ª Squadriglia al capitano Ettore Foschini, e rientrò in Patria accreditato di 8 vittorie individuali, 5 condivise, tre probabili e tre aerei danneggiati, decorato con tre Medaglie d'argento al valor militare.  Nominato comandante della 151ª Squadriglia del 6º Gruppo Caccia Terrestre, perse la vita il 22 luglio 1938. Durante un'esibizione aerea su Rimini l'elica del suo aereo subì una gravissima avaria, e mentre effettuava un atterraggio d'emergenza il velivolo sbandò sulla destra urtando un lato di un edificio. Il pilota rimase ucciso all'istante. Fu decorato postumo con la Medaglia d'oro al valor aeronautico.

## Pubblicazioni
- Cap. Valentino Tocci, pilota legionario del 23º Gruppo C.T. “Asso di Bastoni”, Edizioni Sarasota, Roma, 2010.

### Annotazioni
1. ↑  L'aereo, secondo alcune fonti, era pilotato dal tenente Aleksey Sergeyevich Trusov, che era arrivato in Spagna solo da poche settimane.

### Fonti
1. 1 2 3  Trotta 1978, p. 58.
2. 1 2 3 4 5 6 7 8 9 10 11 12 13 14  Håkans aviation page.
3. 1 2  Logoluso 2010, p. 33.
4. 1 2 3  Logoluso 2010, p. 37.
5. 1 2 3  Logoluso 2010, p. 40.
6. 1 2 3 4 5 6  Logoluso 2010, p. 45.
7. 1 2  Logoluso 2010, p. 49.
8. 1 2  Logoluso 2010, p. 51.
9. ↑  Logoluso 2010, p. 64.
10. 1 2  Logoluso 2010, p. 46.
11. ↑  Bollettino Ufficiale 1939, disp.2, pag.658.